# Сумидору (Рио-де-Жанейро)
Сумидору (порт. Sumidouro) — муниципалитет в Бразилии, входит в штат Рио-де-Жанейро. Составная часть мезорегиона Центр штата Рио-де-Жанейро. Входит в экономико-статистический микрорегион Нова-Фрибургу. Население составляет 14 562 человека на 2007 год. Занимает площадь 395,213 км². Плотность населения — 36,8 чел./км².
Праздник города — 10 июня.

## История
Город основан в 1890 году.

## Статистика
- Валовой внутренний продукт на 2005 год составляет 126 714 тысяч реалов (данные: Бразильский институт географии и статистики).
- Валовой внутренний продукт на душу населения на 2005 год составляет 8849,00 реалов (данные: Бразильский институт географии и статистики).
- Индекс развития человеческого потенциала на 2000 год составляет 0,712 (данные: Программа развития ООН).

## География
Климат местности: горный тропический. В соответствии с классификацией Кёппена, климат относится к категории Cwa.